# Chaos! Comics
Chaos! Comics est une maison d'édition de comics fondée en 1994 par Brian Pulido et disparue en 2002.

## Historique
En décembre 1991, Brian Pulido crée le comics Evil Ernie, dessiné par Steven Hughes publié par Malibu dans sa collection Eternity Comics. Les personnages principaux sont Evil Ernie et Lady Death. La minisérie, bien que distribuée à peu d'exemplaires, attire cependant assez de lecteurs pour que Brian Pulido en 1994 décide de fonder sa propre maison d'édition de comics nommée Chaos! Comics. Plusieurs miniséries mettant en scène ses deux personnages sont proposées auxquelles s'ajoutent d'autres héroïnes comme Chastity ou Purgatori,.
En 2002, Chaos! Comics disparaît à cause de problèmes financiers. Brian Pulido garde les droits de Lady Death qui apparaît d'abord chez CrossGen puis après la disparition de cet éditeur chez Avatar Press. Les droits des autres personnages sont achetés par Dynamite Entertainment.